# Raine Karp
 (janvier 2019).
Si vous disposez d'ouvrages ou d'articles de référence ou si vous connaissez des sites web de qualité traitant du thème abordé ici, merci de compléter l'article en donnant les références utiles à sa vérifiabilité et en les liant à la section « Notes et références ».
Pour les articles homonymes, voir Karp.
Raine Karp, né le 23 juillet 1939 à Tallinn (RSS d'Estonie), est un architecte soviétique, puis estonien.

## Biographie
Diplômé de l'Institut d'art d'Estonie en 1964, il travaille pour le bureau public des architectes jusqu'en 1990, lorsqu'il fonde son propre cabinet d'architecture.
Il est considéré comme l'un des architectes majeurs de cette période en Estonie. 
D'abord influencé par le modernisme finlandais, puis par le postmodernisme, il conçoit de nombreux bâtiments monumentaux à Tallinn.

## Ouvrages majeurs
- 1964–1968, Ministère des Affaires étrangères,
- 1974–1980, Poste centrale de Tallinn,
- 1975–1980, Linnahall à Tallinn (avec Riina Altmäe),
- 1985–1993, Bibliothèque nationale d'Estonie,
- 1982–1985, Siège du Parti communiste estonien (centre Sakala),
- 1970–1975, Palais des sports de l'université de technologie de Tallinn,
- 1968–1971, Immeubles d'habitation du 21 rue Trummi
- 1963–1965, Immeubles d'habitation des 68 et 70 rue Vilde

## Galerie

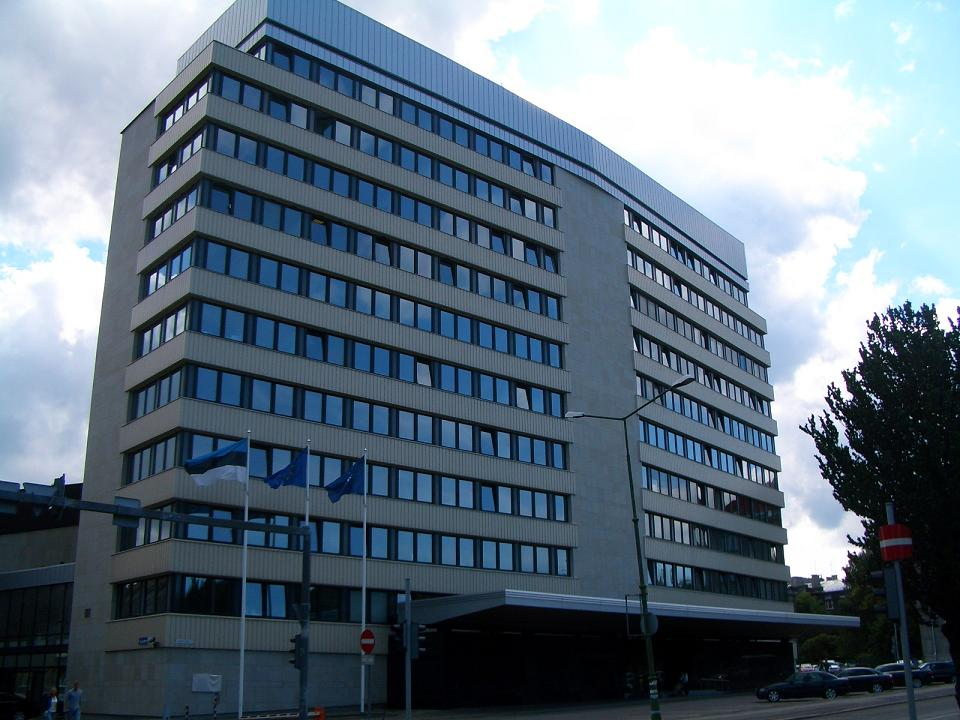
Ministère des Affaires étrangères
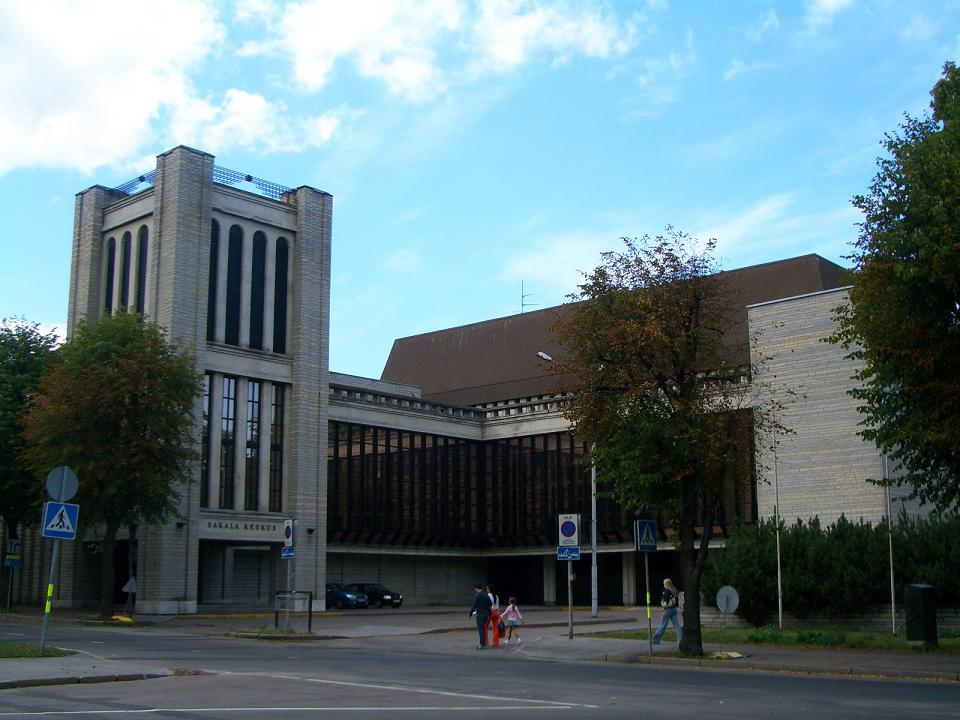
Centre Sakala[2].
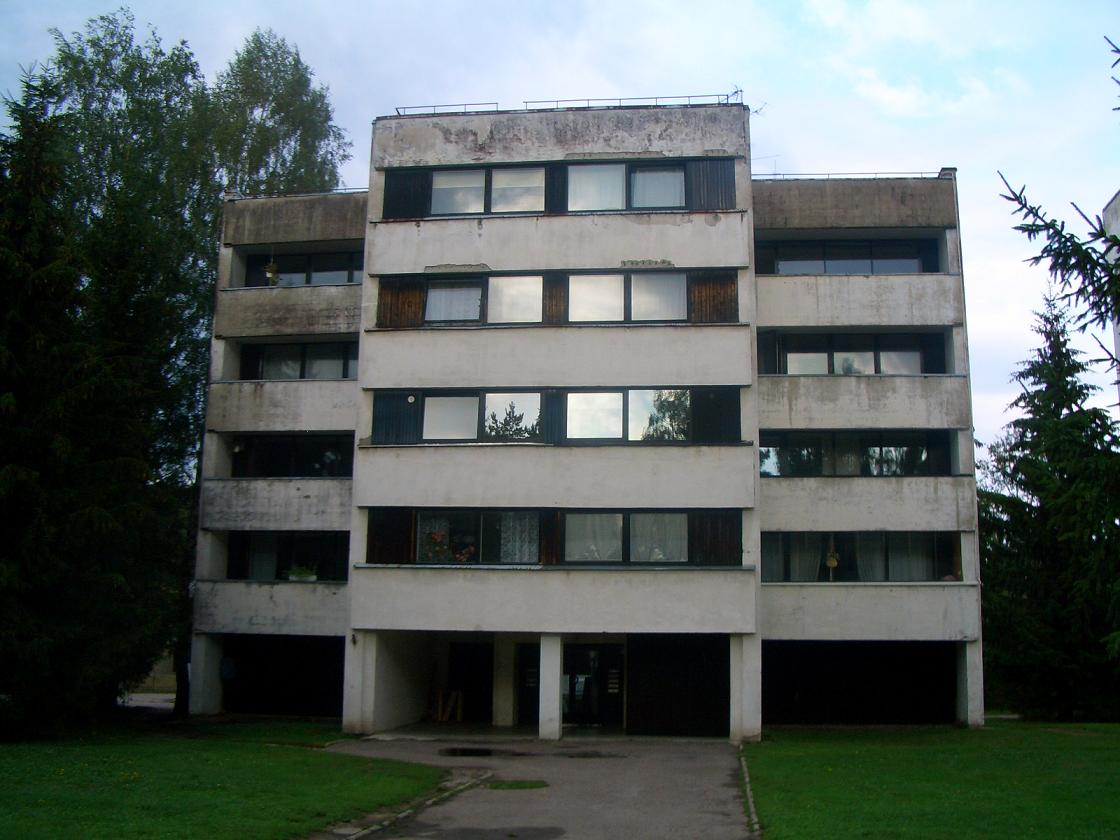
21, rue Trummi.
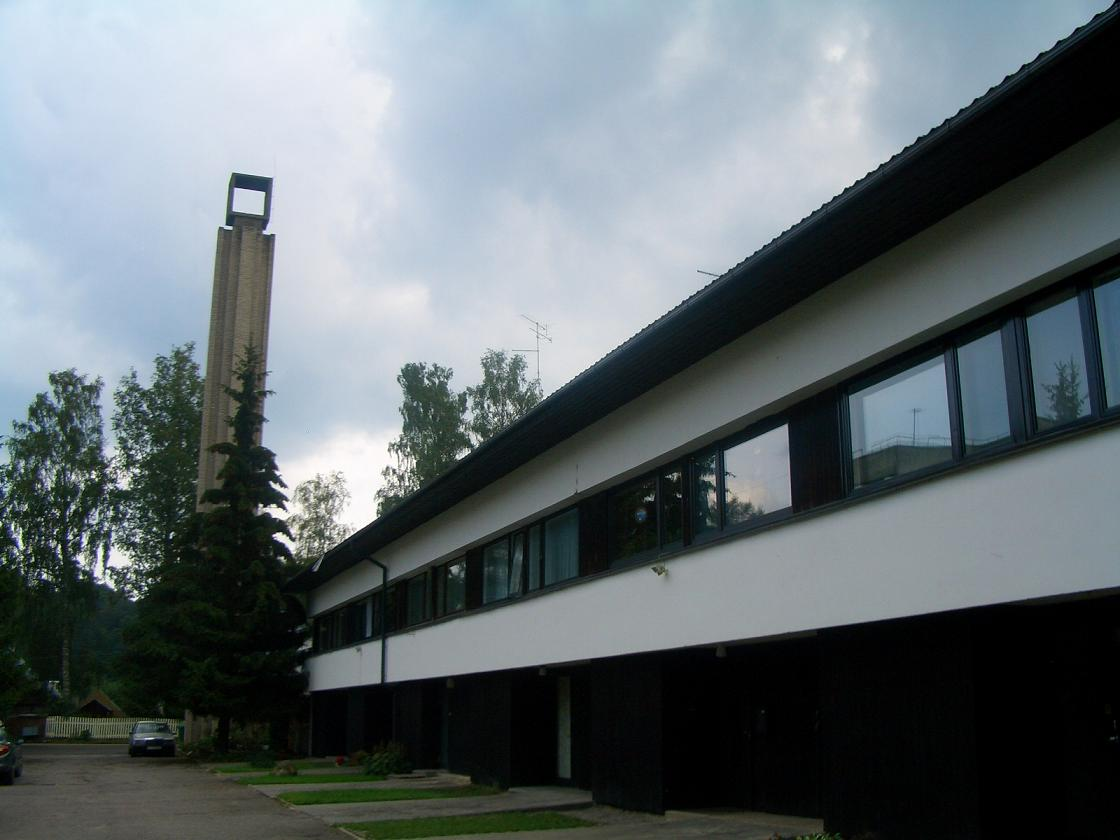
21, rue Trummi.
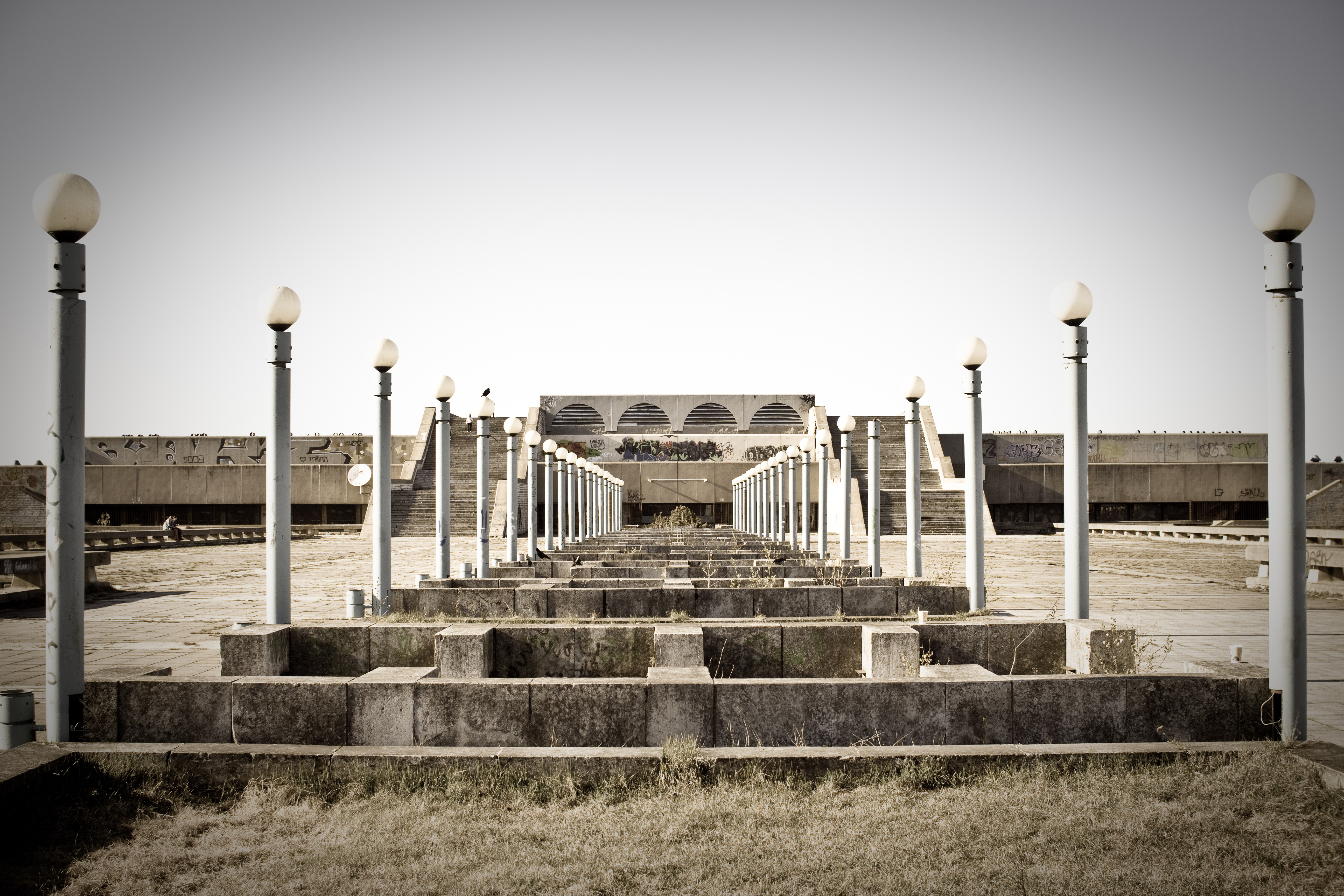
Esplanade de Linnahall.
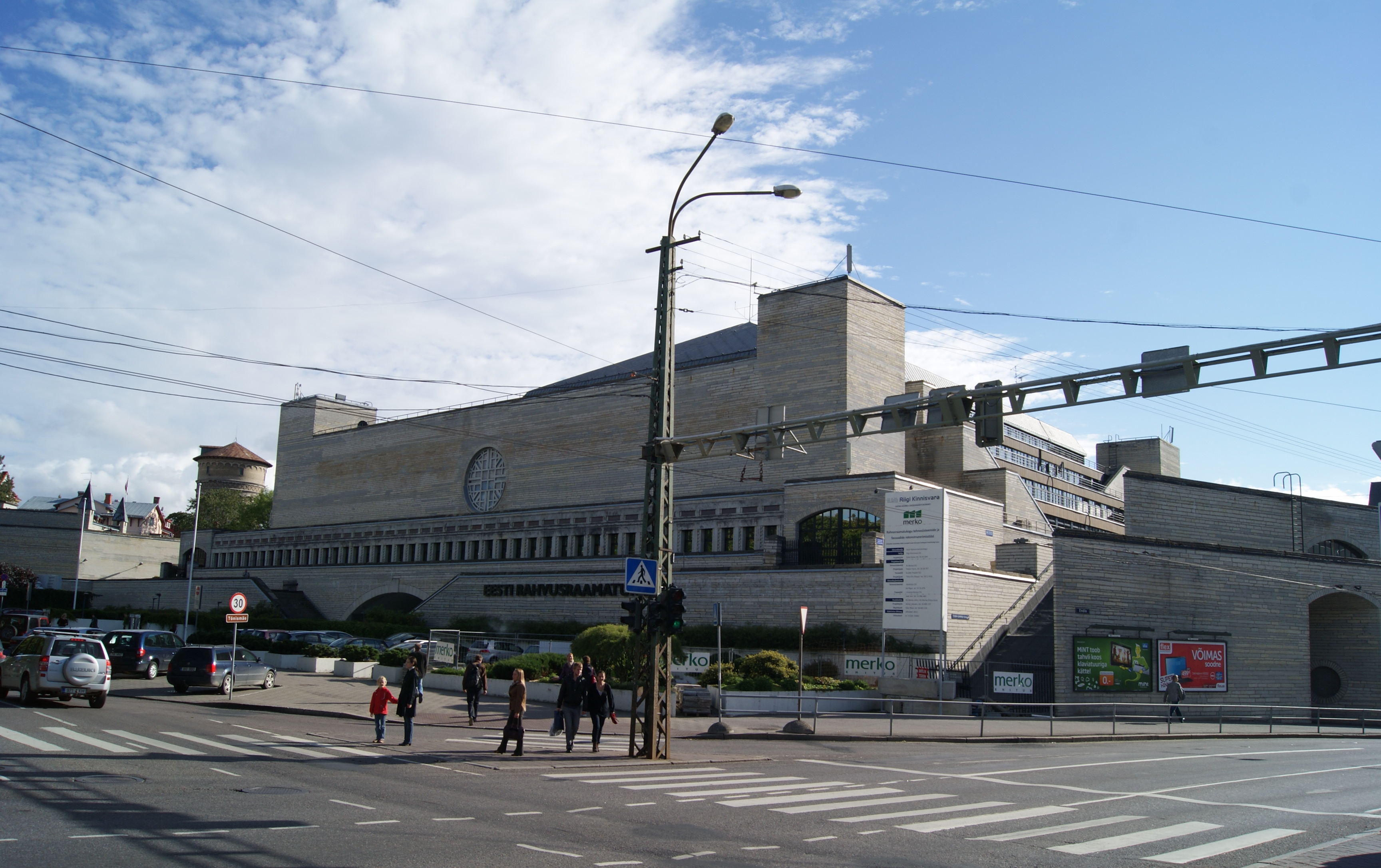
Bibliothèque nationale d'Estonie.